# 149955 Maron
149955 Maron è un asteroide della fascia principale. Scoperto nel 2005, presenta un'orbita caratterizzata da un semiasse maggiore pari a 2,4626011 UA e da un'eccentricità di 0,0911360, inclinata di 13,74636° rispetto all'eclittica.
L'asteroide è dedicato alla moglie dello scopritore, Marion detta Maron.